# Indianapolis Speedway
Indianapolis Speedway è un film del 1939 diretto da Lloyd Bacon.
È un drammatico statunitense a sfondo sportivo (è ambientato nel mondo delle corse automobilistiche)  con Ann Sheridan, Pat O'Brien e John Payne.

## Produzione
Il film, diretto da Lloyd Bacon su una sceneggiatura di Sig Herzig e Wally Kline e un soggetto di Howard Hawks, fu prodotto da Max Siegel, come produttore associato, per la Warner Bros. e girato nell'Indianapolis Motor Speedway a Speedway (Indiana) dal 16 gennaio a metà febbraio 1939. I titoli di lavorazione furono  The Roaring Road e  The Devil on Wheels.

## Distribuzione
Il film fu distribuito negli Stati Uniti dal 5 agosto 1939 al cinema dalla Warner Bros.
Altre distribuzioni:
- in Danimarca il 15 gennaio 1940 (For fuldt drøn)
- in Finlandia il 19 gennaio 1941 (Vauhdin paholaiset)
- in Portogallo il 20 maggio 1943 (Demónios Sobre Rodas)
- in Francia (Le vainqueur)
- nel Regno Unito (Devil on Wheels)
- in Venezuela (El diablo sobre ruedas)

## Promozione
Le tagline sono:
- IS THE GLORY OF VICTORY WORTH THE PRICE!
- SAGE of the SPEEDWAY